# Космос-1958
Космос-1958 је један од преко 2400 совјетских вјештачких сателита лансираних у оквиру програма Космос.
Космос-1958 је лансиран са космодрома Плесецк, СССР, 14. јула 1988. Ракета-носач Космос је поставила сателит у орбиту око планете Земље. 